# عادل فلاته
عادل سامي فلاته مواليد 24 فبراير 2005، هو لاعب كرة قدم سعودي يلعب كلاعب وسط في أوفي كريت ب اليوناني.

## مسيرة اللاعب
بدأ في النادي الأهلي وشارك في برنامج الابتعاث السعودي لكرة القدم ووقع عقد مع نادي أوفي كريت ب اليوناني في صيف 2024.